# Базаєв Ярослав Андрійович
Ярослав Андрійович Базаєв (нар. 22 червня 2004, смт Савинці, Ізюмський район, Харківська область) — український футболіст, лівий вінґер юнацької команди «Олександрії».

## Життєпис
Народився в смт Савинці Ізюмського району. Футбольну кар'єру розпочав у харківському «Динамо», яке виступало в обласному чемпіонаті. З 2016 по 2021 рік виступав за Олімпійський фаховий коледж імені Івана Піддубного у ДЮФЛУ.
У середині липня 2021 року перейшов до «Олександрії», де спочатку виступав за юнацьку команду. Наприкінці вересня 2021 року вперше потрапив до заявки першої команди на переможний (3:1) виїзний матч першого раунду кубку України проти сімферопольської «Таврії». Ярослав просидів увесь матч на лаві запасних. Вперше до заявки першої команди на Прем'єр-лігу України потрапив 30 липня 2023 року, на переможний (1:0) домашній поєдинок 1-го туру проти криворізького «Кривбасу». Базаєв просидів усі 90 хвилин на лаві запасних. У дорослому футболі дебютував 6 листопада 2023 року в програному (0:1) виїзному поєдинку 13-го туру проти дніпровського «Дніпра-1». Базаєв вийшов на поле на 84-й хвилині замість Артема Шулянського. На початку грудня 2023 року підписав новий контракт з «Олександрією», розрахований до 31 травня 2027 року.